# Élections municipales de 2019 à Madrid
Les élections municipales espagnoles ont lieu le 26 mai 2019 à Madrid. Más Madrid arrive cette fois-ci en tête, bien que les partis à la droite du centre remportent une majorité de sièges.

## Contexte
Les élections municipales de 2015 à Madrid avaient vu la victoire du bloc de gauche, obtenant pile la majorité absolue (29 sièges) et mettant fin à la domination du Parti populaire (PP) qui durait depuis les élections municipales de 1991. Ce bloc avait permis à Manuela Carmena de devenir maire et aux vingt conseillers de sa liste Ahora Madrid de gouverner, en composant avec les neuf conseillers du Parti socialiste ouvrier espagnol (PSOE). 

## Sondages
| Institut          | Date     |        |        | Cs     | PP     | Autres |
| ----------------- | -------- | ------ | ------ | ------ | ------ | ------ |
| Institut          | Date     |        |        |        |        |        |
| ElectoPanel       | 10/11/18 | 26,5 % | 18,2 % | 24,9 % | 21,9 % | 8,5 %  |
| Gacetín de Madrid | 17/09/18 | 20,1 % | 24,9 % | 25,1 % | 22,3 % | 5,2 %  |
| NC Report         | 14/05/18 | 23,4 % | 16,3 % | 22,7 % | 24,4 % | 13,2 % |
| Metroscopia       | 10/05/18 | 28,8 % | 14,9 % | 31,2 % | 19,7 % | 5,4 %  |
| GAD3/ABC          | 27/04/18 | 28,2 % | 16,5 % | 29,1 % | 21,4 % | 4,8 %  |
| Invymark          | 23/04/18 | 26,8 % | 17,7 % | 27,1 % | 23,8 % | 4,6 %  |
| Equipo MEG        | 18/04/18 | 19,2 % | 23,8 % | 23,5 % | 23,9 % | 5,3 %  |

## Résultats
|                          |                                                         |           |       |       |        |               |
| Partis                   | Partis                                                  | Voix      | %     | +/-   | Sièges | +/−           |
|                          | Más Madrid (MM)                                         | 505 159   | 30,99 | 0,86  | 19     | 1             |
|                          | Parti populaire (PP)                                    | 395 344   | 24,25 | 10,32 | 15     | 6             |
|                          | Ciudadanos (Cs)                                         | 312 536   | 19,17 | 7,76  | 11     | 4             |
|                          | Parti socialiste ouvrier espagnol (PSOE)                | 224 074   | 13,75 | 1,53  | 8      | 1             |
|                          | Vox                                                     | 124 969   | 7,67  | 7,07  | 4      | 4             |
|                          | Gauche unie-MPM                                         | 42 793    | 2,63  | Nv.   | 0      | en stagnation |
|                          | Parti animaliste contre la maltraitance animale (PACMA) | 8 226     | 0,50  | 0,09  | 0      | en stagnation |
|                          | Union, progrès et démocratie (UPyD)                     | 1 642     | 0,10  | 1,73  | 0      | en stagnation |
|                          | Plus avec vous (CNTG+)                                  | 1 514     | 0,09  | Nv.   | 0      | en stagnation |
|                          | Parti castillan-Terre du peuple (PCAS-TC)               | 1 477     | 0,09  | 0,06  | 0      | en stagnation |
|                          | Pour un monde + juste (PUM+J)                           | 1 183     | 0,07  | Nv.   | 0      | en stagnation |
|                          | Phalange espagnole (FE-JONS)                            | 774       | 0,05  | 0,08  | 0      | en stagnation |
|                          | Parti communiste des peuples d'Espagne (PCPE)           | 741       | 0,05  | 0,03  | 0      | en stagnation |
|                          | Parti humaniste (PH)                                    | 601       | 0,04  | 0,02  | 0      | en stagnation |
|                          | Madrid intelligente (MI)                                | 597       | 0,04  | Nv.   | 0      | en stagnation |
|                          | Parti communiste des travailleurs espagnols (PCTE)      | 591       | 0,04  | Nv.   | 0      | en stagnation |
|                          | Parti libertarien (P-LIB)                               | 476       | 0,03  | 0,01  | 0      | en stagnation |
|                          | Mouvement catholique espagnol (MCE)                     | 313       | 0,02  | Nv.   | 0      | en stagnation |
|                          | Union pour Leganés (ULEG)                               | 164       | 0,01  | 0,01  | 0      | en stagnation |
|                          | Vote blanc                                              | 6 945     | 0,43  | 0,54  |        |               |
|                          |                                                         |           |       |       |        |               |
| Suffrages exprimés       | Suffrages exprimés                                      | 1 630 119 | 99,64 |       |        |               |
| Votes nuls               | Votes nuls                                              | 5 839     | 0,36  |       |        |               |
| Total                    | Total                                                   | 1 635 958 | 100   | -     | 57     | en stagnation |
| Abstention               | Abstention                                              | 761 923   | 31,77 |       |        |               |
| Inscrits / participation | Inscrits / participation                                | 2 397 881 | 68,23 |       |        |               |

## Analyse
À l'issue de cette élection, la liste de Manuela Carmena arrive en tête, mais le bloc de gauche perd la majorité absolue qu'il avait obtenue en 2015, chacune des deux listes qui le compose perdant un siège. Le bloc de droite arrive ainsi en tête avec trente sièges, soit un de plus que la majorité absolue. En son sein, le Parti populaire (PP) fait le meilleur score, bien qu'en nette régression par rapport aux dernières élections, et remporte quinze siège. Ciudadanos progresse et passe à onze sièges, tandis que Vox remporte quatre sièges, faisant ainsi son entrée au conseil municipal.
Les partis du bloc de droite amorcent ensuite des discussions afin de parvenir à des accords pour gouverner la ville. Le 14 juin, le PP et Ciudadanos signent un accord contenant notamment 80 mesures et l'assurance que seuls les membres de leurs deux partis formeront partie du gouvernement au conseil municipal. Le lendemain, le PP signe cependant un autre accord avec le parti d'extrême-droite Vox, contredisant l'accord passé avec Ciudadanos. Quelques heures plus tard, la tête de liste du PP, José Luis Martínez-Almeida, est investi maire de Madrid par le conseil municipal, avec le soutien des deux autres partis.
Begoña Villacís, la tête de liste de Ciudadanos, sera nommée première adjointe. Les postes occupés par les élus de Vox restent à déterminer.

## Élus
| N.º | Nom                                      | Liste | Liste      |
| --- | ---------------------------------------- | ----- | ---------- |
| 1   | Manuela Carmena Castrillo                |       | Más Madrid |
| 2   | José Luis Martínez-Almeida Navasqüés     |       | PP         |
| 3   | Begoña Villacís Sánchez                  |       | Cs         |
| 4   | Marta Higueras Garrobo                   |       | Más Madrid |
| 5   | Pepu Hernández Fernández                 |       | PSOE       |
| 6   | Andrea Levy Soler                        |       | PP         |
| 7   | Rita Maestre Fernández                   |       | Más Madrid |
| 8   | Santiago Saura Martínez de Toda          |       | Cs         |
| 9   | María Inmaculada Sanz Otero              |       | PP         |
| 10  | Pablo Soto Bravo                         |       | Más Madrid |
| 11  | Francisco Javier Ortega Smith-Molina     |       | Vox        |
| 12  | María Mercedes González Fernández        |       | PSOE       |
| 13  | Silvia Saavedra Ibarrondo                |       | Cs         |
| 14  | José Manuel Calvo del Olmo               |       | Más Madrid |
| 15  | Francisco de Borja Carabante Muntada     |       | PP         |
| 16  | Inés Sabanés Nadal                       |       | Más Madrid |
| 17  | Engracia Hidalgo Tena                    |       | PP         |
| 18  | Miguel Ángel Redondo Rodríguez           |       | Cs         |
| 19  | Ramón Silva Buenadicha                   |       | PSOE       |
| 20  | Ignacio Murgui Parra                     |       | Más Madrid |
| 21  | Francisco de Borja Fanjul Fernández-Pita |       | PP         |
| 22  | Marta Gómez Lahoz                        |       | Más Madrid |
| 23  | Ángel Niño Quesada                       |       | Cs         |
| 24  | Pedro Fernández Hernández                |       | Vox        |
| 25  | Paloma García Romero                     |       | PP         |
| 26  | Jorge García Castaño                     |       | Más Madrid |
| 27  | María Mar Espinar Mesa Moles             |       | PSOE       |
| 28  | Martín Casariego Córdoba                 |       | Cs         |
| 29  | Esther Gómez Morante                     |       | Más Madrid |
| 30  | Almudena Maíllo del Valle                |       | PP         |
| 31  | Francisco Pérez Ramos                    |       | Más Madrid |
| 32  | Pedro Esteban Barrero Cuadrado           |       | PSOE       |
| 33  | Sofía Miranda Esteban                    |       | Cs         |
| 34  | Álvaro González López                    |       | PP         |
| 35  | Maysoun Douas Maadi                      |       | Más Madrid |
| 36  | Arantzazu Purificación Cabello López     |       | Vox        |
| 37  | María Cayetana Hernández de la Riva      |       | PP         |
| 38  | Mariano Fuentes Sedano                   |       | Cs         |
| 39  | José Javier Barbero Gutiérrez            |       | Más Madrid |
| 40  | Maite Pacheco Mateo-Sagasta              |       | PSOE       |
| 41  | María Pilar (Cuca) Sánchez Álvarez       |       | Más Madrid |
| 42  | Sonia Cea Quintana                       |       | PP         |
| 43  | José Aniorte Rueda                       |       | Cs         |
| 44  | Félix López-Rey Gómez                    |       | Más Madrid |
| 45  | José Fernández Sánchez                   |       | PP         |
| 46  | Alfredo González Gómez                   |       | PSOE       |
| 47  | Pilar Perea Moreno                       |       | Más Madrid |
| 48  | Concepción Chapa Monteagudo              |       | Cs         |
| 49  | Fernando Martínez Vidal                  |       | Vox        |
| 50  | Blanca Pinedo Texidor                    |       | PP         |
| 51  | Luis Cueto Álvarez de Sotomayor          |       | Más Madrid |
| 52  | Alberto Serrano Patiño                   |       | Cs         |
| 53  | Loreto Sordo Ruiz                        |       | PP         |
| 54  | María Estrella Sánchez Fernández         |       | Más Madrid |
| 55  | Enma López Araujo                        |       | PSOE       |
| 56  | Miguel Montejo Bombín                    |       | Más Madrid |
| 57  | Francisco Javier Ramírez Caro            |       | PP         |